# Temporada de furacões no Pacífico de 2019
A temporada de furacões no Pacífico de 2019 foi uma temporada quase média que produziu dezanove tempestades nomeadas, embora a maioria tenha sido bastante fraca e de curta duração. Apenas sete furacões se formaram, sendo o menor desde 2010. A temporada começou oficialmente no dia 15 de Maio no Oceano Pacífico Leste, e em junho no Pacífico Central, terminou em novembro. Estas datas delimitam convencionalmente o período de cada ano em que a maioria dos ciclones tropicais se forma na bacia do Pacífico. No entanto, a formação de ciclones tropicais é possível em qualquer época do ano.
A temporada teve um começo bastante lento, sem ciclones tropicais formados na bacia durante o mês de Maio, pela primeira vez desde 2016, e a primeira vez que não há tempestades formadas antes do mês de junho desde 2011. A temporada tornou-se a mais recente de início da temporada de furacões no Pacífico, já que registros confiáveis começaram em 1971 com a primeira depressão tropical, que se tornou o Furacão Alvin, formando-se em 25 de junho. O mais forte furacão da temporada, Barbara, formado em 30 de junho, atingiu o pico como um furacão de categoria superior 4 em 3 de julho. Agosto foi extremamente calmo, sem furacões formados durante o mês, a primeira por uma temporada desde 1973. Setembro foi muito mais ativo com seis sistemas se desenvolvendo, dos quais três se tornaram furacões. A atividade diminuiu consideravelmente em outubro e novembro, pois a maioria das tempestades permaneceu fraca e de curta duração.
O impacto da terra foi relativamente mínimo. Os remanescentes de Barbara causaram falhas de energia no início de julho. Os furacões Erick e Flossie ameaçaram o Havaí, mas os sistemas enfraqueceram significativamente antes de chegar às ilhas, causando efeitos mínimos. A tempestade Tropical Ivo e o Furacão Juliette trouxeram ventos fortes para a Ilha Clarion. No final de setembro, furacão Lorena fez "landfall" no sudoeste México e Baja California Sur, e a sua humidade remanescente entrou no Sudoeste Estados Unidos. Lorena foi responsável por uma morte e danos no valor de $910,000. A tempestade Tropical Narda] tomou uma rota quase idêntica uma semana depois, matando seis pessoas e causando 15,2 milhões de dólares em danos. No geral, esta temporada foi drasticamente menos ativa e destrutiva do que a ano anterior, causando cerca de US $16,1 milhões em danos e sete fatalidades.

## Previsões da temporada
| Recorde                  | Recorde                  | Tempestades nomeadas | Furacões | Furacões maiores | Ref   |
| ------------------------ | ------------------------ | -------------------- | -------- | ---------------- | ----- |
| Média (1981–2010):       | Média (1981–2010):       | 15.4                 | 7.6      | 3.2              | [ 2 ] |
| Atividade alta recorde:  | Atividade alta recorde:  | 1992: 27             | 2015: 16 | 2015: 11         | [ 3 ] |
| Atividade baixa recorde: | Atividade baixa recorde: | 2010: 8              | 2010: 3  | 2003: 0          | [ 3 ] |
| Data                     | Fonte                    | Tempestade nomeadas  | Furacões | Furacões maiores | Ref   |
| maio 15, 2019            | SMN                      | 19                   | 11       | 6                | [ 4 ] |
| maio 23, 2019            | NOAA                     | 15–22                | 8–13     | 4–8              | [ 5 ] |
|                          | Área                     | Tempestades nomeadas | Furacões | Furacões maiores | Ref   |
| Atividade atual:         | EPAC                     | 17                   | 7        | 4                |       |
| Atividade atual:         | CPAC                     | 2                    | 0        | 0                |       |
| Atividade atual:         | Atividade atual:         | 19                   | 7        | 4                |       |

Em 15 de Maio de 2019, A [Servicio Meteorológico Nacional (México)|Servicio Meteorológico Nacional] (SMN) emitiu a sua primeira previsão para a temporada, prevendo um total de 19 tempestades nomeadas, 11 furacões e seis grandes furacões para se desenvolverem. Em 23 de maio o [[National Oceanic and Atmospheric Administration] divulgou o seu relatório anual de previsão, previndo uma 70% de hipótese de perto - a temporada acima da média nas bacias do Pacífico Oriental e Central, com um total de 15-22 tempestades nomeadas, 8-13 furacões e 4-8 grandes furacões. A razão para esta previsão era a manutenção do El Niño continuar na temporada, que reduz o cisalhamento vertical atráves da bacia e aumenta a temperatura da água, favorecendo o aumento da atividade tropical. Além disso, muitos modelos globais de computador esperavam uma oscilação muldecadal do Pacífico (DOP) aumentada, uma fase de um multi-década ciclo, o que favoreceu muito mais calor do que a média de temperatura da superfície do mar, que havia sido contínuo desde 2014 para continuar, em contraste com o período de 1995-2013, que geralmente destaca abaixo da atividade normal.

## Resumo da temporada

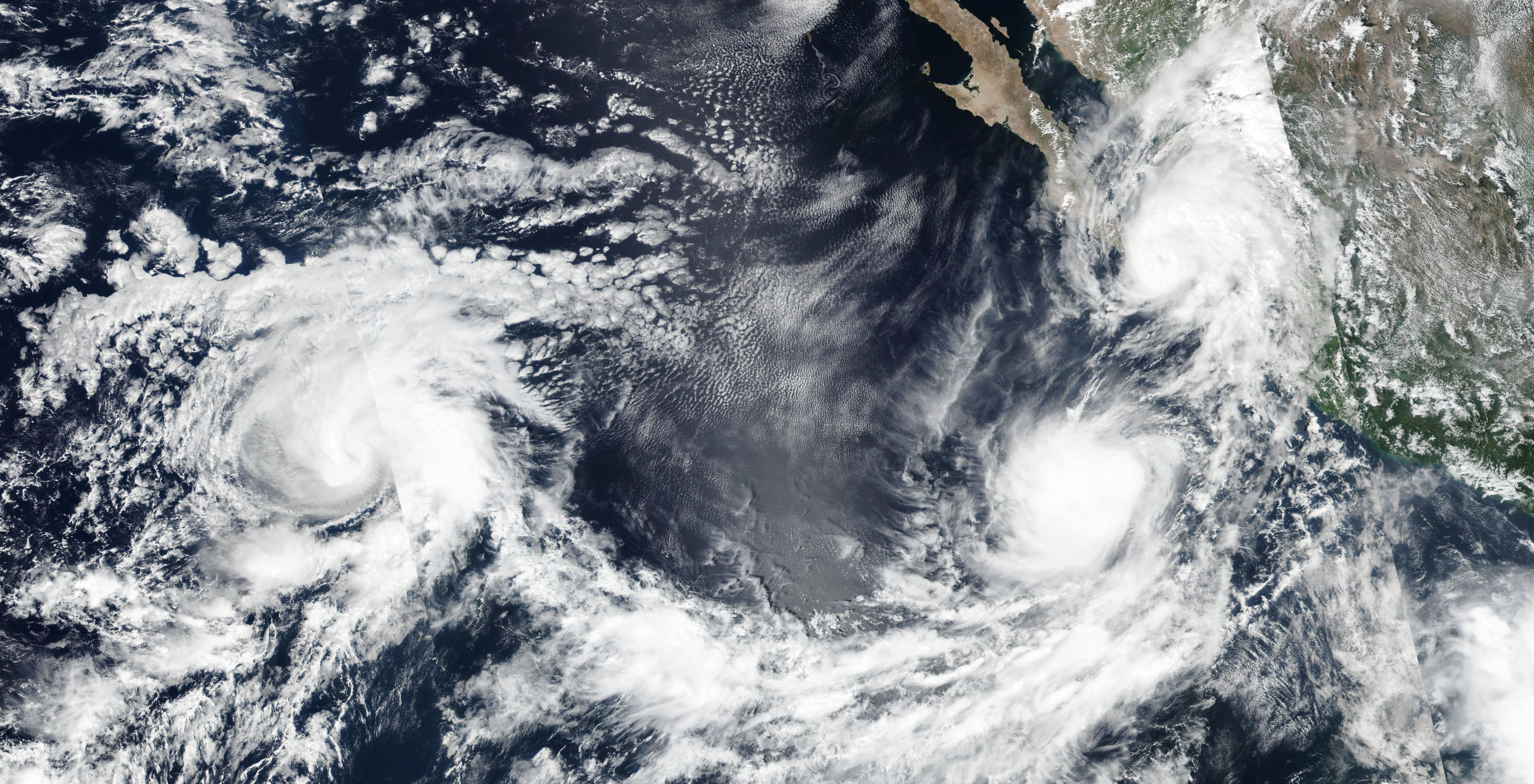
Três ciclones tropicais simultâneos no Pacífico Oriental em 20 de setembro, Kiko (esquerda), Mario (centro) e Lorena (direita)

A temporada começou oficialmente em 15 de maio no Pacífico Oriental e em 1 de junho no Pacífico Central; ambos terminaram em 30 de novembro. A atividade inicial foi lenta, com a primeira depressão tropical formando-se em 25 de junho. A tempestade mais forte da temporada, o furacão Barbara, atingiu o pico de intensidade em 2 de julho como um furacão de categoria 4 alta. A temporada ficou mais ativa em julho, com a formação de cinco ciclones tropicais, incluindo duas tempestades que se intensificaram em furacões. Entre eles estava o furacão Erick, que alcançou o status de categoria 4 em 31 de julho. Esse nível de atividade foi interrompido em agosto, com a formação de apenas três tempestades nomeadas, nenhuma das quais atingiu a intensidade de um furacão.
No primeiro dia de setembro, o furacão Juliette formou-se, tornando-se o terceiro furacão maior da temporada. Além disso, a atividade tropical também começou no Pacífico Central com a formação da tempestade tropical Akoni em 3 de setembro, que se dissipou dois dias depois. Não houve ciclones tropicais por cinco dias até a formação do furacão Kiko em 12 de setembro e a formação da tempestade tropical Mario e do furacão Lorena cinco dias depois. No final de setembro, a tempestade tropical Narda tornou-se a sexta tempestade nomeada a formar-se durante o mês, empatando o recorde do setembro mais ativo com as temporadas de 1966, 1992, 1994, 1997 e 2005.
O índice de energia ciclônica acumulada (ECA) para a temporada de furacões no Pacífico de 2019 foi de 83.56 unidades no Pacífico Leste e 14.4275 unidades no Pacífico Central. O total de ECA na bacia é de 97.9875 unidades 

## Sistemas

### Furacão Alvin
Uma onda tropical surgiu na costa oeste da África em 12 de julho, chegando ao Mar do Caribe uma semana depois e continuando pela América Central. A onda gerou uma área de baixa pressão em 24 de julho, e esse recurso organizado na primeira depressão tropical da temporada às 12:00 UTC em 25 de julho enquanto localizado a algumas centenas de milhas ao sul do México. A depressão inicialmente lutou para se organizar, mas acabou se intensificando na tempestade tropical Alvin por volta das 12:00 UTC em 26 de julho. À medida que uma cordilheira de nível médio direcionava a tempestade para o oeste, ela começou a se organizar em um ambiente mais favorável. Uma convecção muito profunda disparou sobre o seu centro, e Alvin se tornou um furacão categoria mínima 1 às 00:00 UTC em 28 de julho, pois desenvolveu um olho de 16 km (10 mi) de diâmetro. Depois de atingir o pico de intensidade, o sistema encontrou águas mais frias e aumento do cisalhamento do vento, causando seu enfraquecimento. Alvin ficou sem convecção profunda por volta das 06:00 UTC em 29 de julho, degenerando em um remanescente baixo a oeste-sudoeste da Baja California Sur naquela época. O baixo remanescente foi para o oeste e se dissipou um dia depois.

### Furacão Barbara
Menos de uma semana após a onda que gerou Alvin, uma nova onda tropical se propagou da África em 18 de julho. Permaneceu desorganizado ao cruzar o Atlântico e progrediu para o leste do Pacífico em 26 de julho. A perturbação organizou-se nos próximos dias e evoluiu para a tempestade tropical Bárbara às 06:00 UTC em 30 de julho, já tendo possuído ventos fortes no momento da formação. Ele se moveu rapidamente para o oeste enquanto lutava para se intensificar em um ambiente de cisalhamento do vento e ar seco. Em 1 de julho, no entanto, condições ambientais mais favoráveis permitiram que a tempestade se intensificasse. Bárbara se tornou um furacão às 18:00 UTC em 1 de julho e começou a se intensificar rapidamente, finalmente atingindo o seu pico na categoria 4 de intensidade com ventos de 249 km/h (155 mph) às 00:00 UTC em 3 de julho. A tempestade manteve olho de 24 km (15 mi) de diâmetro circundado por um intenso nublado central denso e numerosas faixas de chuva naquele momento. Uma virada para o noroeste trouxe a tempestade para águas mais frias e ar mais seco, com uma taxa cada vez mais rápida de enfraquecimento ao longo de 5 de julho. Bárbara degenerou para um ponto baixo remanescente às 00:00 UTC em 6 de julho depois de perder a sua convecção profunda. A baixa virou para oeste e se dissipou em uma depressão em 8 de julho a leste-sudeste do Havaí.
Os remanescentes de Bárbara passaram de 190 km (120 mi) ao sul do Havaí em 8 de julho, produzindo chuvas nas regiões de barlavento da ilha e nas proximidades de Maui.  As tempestades geradas pelos restos de Bárbara foram citadas pela Hawaiian Electric Industries como a causa provável de cortes de energia que afetaram 45.000 consumidores de eletricidade.

### Tempestade tropical Cosme
Outra onda tropical saiu da África em 23 de julho e cruzou para o Pacífico Leste em 2 de julho. A influência favorável de uma onda Kelvin e da Oscilação Madden-Julian permitiu que a perturbação se organizasse, e ela transformou-se em Tempestade Tropical Cosme por volta das 12:00 UTC em 6 de julho. A alta pressão anormalmente forte ajudou a acelerar os ventos da tempestade e atingiu um pico de intensidade de 80 km/h (50 mph) na formação. Posteriormente, águas mais frias, ar seco e cisalhamento do vento interromperam o desenvolvimento de Cosme, e o ciclone enfraqueceu ao virar para noroeste. Às 00:00 UTC em 8 de julho, Cosme degenerou em uma baixa remanescente. A baixa posteriormente virou para oeste antes de se dissipar em uma depressão no início de 11 de julho.

### Outros sistemas

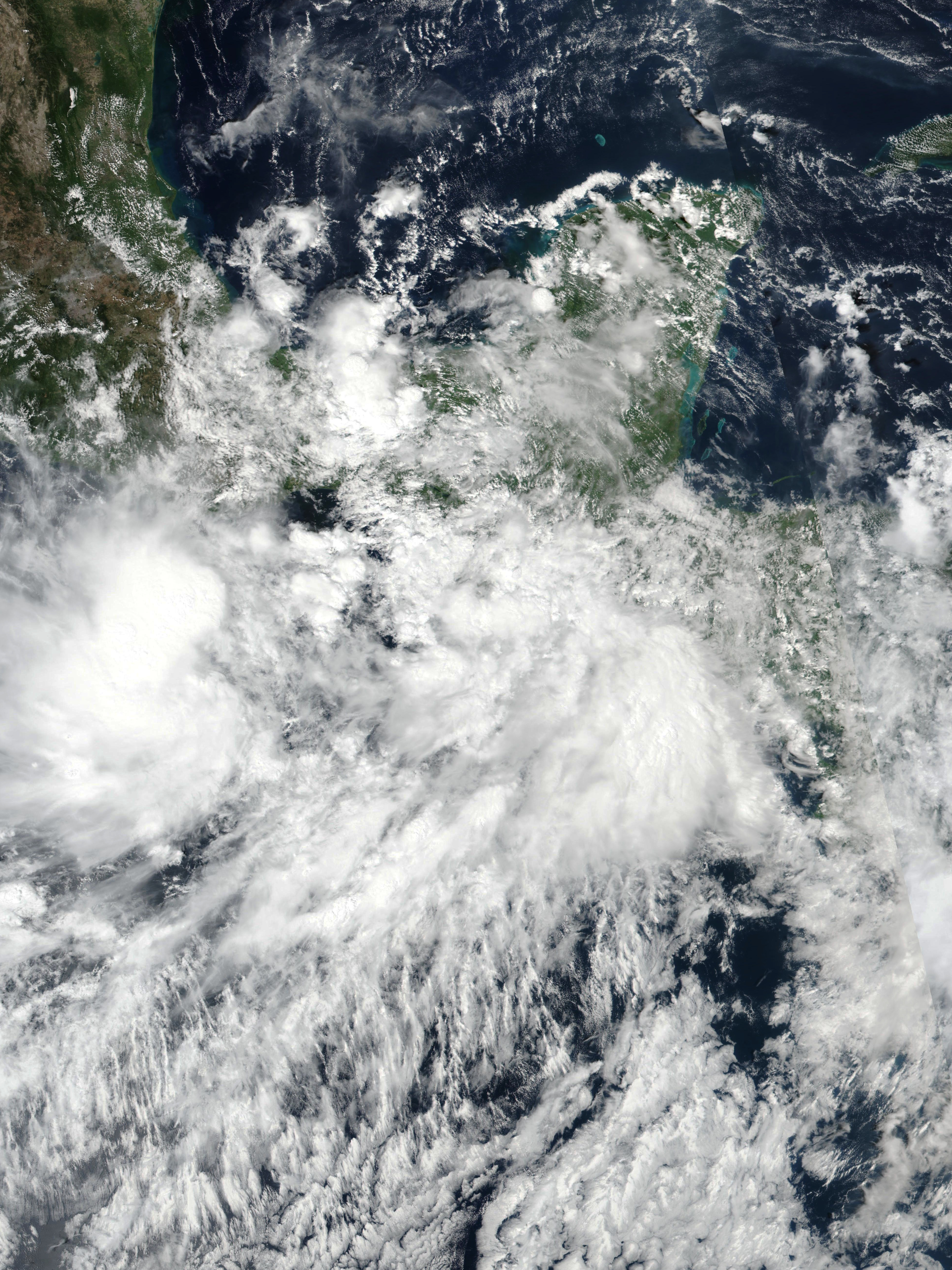
Ciclone tropical potencial Dezate-E em 15 de outubro

Uma onda tropical entrou no Pacífico Leste em 14 de outubro, onde gerou uma ampla área de baixa pressão. A perturbação tornou-se mais bem definida nos próximos dias, o que levou o NHC a iniciar alertas sobre o potencial ciclone Tropical 17-E às 03:00 UTC de 16 de outubro e a facilitar a vigilância da tempestade tropical ao longo da Costa do México. A perturbação logo se tornou mal organizada, como sua convecção diminuiu e seu centro se tornou menos definido. O sistema moveu-se para o interior entre Bahias de Huatulco e Salina Cruz, no estado mexicano de Oaxaca, sem nunca se ter formado em um ciclone tropical. Rajadas de vento e chuva afetou partes de El Salvador, causando danos significativos. Quatro pessoas morreram em incidentes relacionados com tempestades: Três de inundações e uma de uma árvore caída. Oitenta famílias necessitaram de evacuação em Cangrejera.

## Lista de nomes de ciclones tropicais
Os seguintes nomes foram usados para dar nomes às tempestades que se formam no nordeste do Oceano Pacífico durante 2019. nomes aposentados, se houver, seram anunciado pela [Organização Meteorológica Mundial] durante as 42ª e 43ª sessões conjuntas do Comitê de furacões RA IV na primavera de 2021 (concomitantemente com quaisquer nomes a serem retirados da temporada de 2020. Originalmente, os nomes retirados deveriam ser anunciados na primavera de 2020, mas foi cancelado devido à pandemia [[COVID-19]. Os nomes não retirados desta lista serão usados novamente na temporada 2025. Essa foi a mesma lista utilizada em temporada de 2013, com exceção do nome Mario, que substituiu Manuel. O nome Mario foi usado pela primeira vez este ano.
| - Alvin - Barbara - Cosme - Dalila - Erick - Flossie - Gil - Henriette | - Ivo - Juliette - Kiko - Lorena - Mario - Narda - Octave - Priscilla | - Raymond - Sonia (sem usar) - Tico (sem usar) - Velma (sem usar) - Wallis (sem usar) - Xina (sem usar) - York (sem usar) - Zelda (sem usar) |

Para tempestades que se formam na área de responsabilidade do centro de furacões do Pacífico Central, abrangendo a área entre 140 ° oeste e a linha de data Internacional, todos os nomes são usados em uma série de quatro listas rotativas. Os próximos quatro nomes que foram programadas para uso em 2019 são mostrados abaixo, embora apenas dois deles foram usados durante a temporada.
| - Akoni | - Ema | - Hone (sem usar) | - Iona (sem usar) |